# 27 prairial
27 floréal 27 messidor
Le septidi 27 prairial, officiellement dénommé jour de la verveine, est le 267e jour de l'année du calendrier républicain.
C'était généralement le 15e jour du mois de juin dans le calendrier grégorien.